# 1. armáda (mobilizace 1938)
1. armáda byla polní armáda, která v době mobilizace v roce 1938 měla za úkol bránit území Čech od toku Vltavy v jižních Čechách po tvrz Bouda na rozhraní Orlických hor a Jeseníků. Celková délka hlavního obranného postavení činila 631 km.
Velitelství 1. armády vzniklo 27. září 1938 ve 12:00 z dosavadního Zemského vojenského velitelství Praha.
Velitelem 1. armády byl armádní generál Sergej Vojcechovský, který disponoval ekvivalentem celkem 11 divizí a jednou vyšší jednotkou v síle brigády (Skupina 4).
Stanoviště velitele se nacházelo v Kutné Hoře.

## Úkoly 1. armády
Úkolem jednotek 1. armády byla obrana hlavního obranného postavení (HOP) proti útoku německé armády. V oblasti západních a severozápadních Čech (I. sbor a Hraniční pásmo XI) se předpokládal v případě průlomu prvního HOP ústup na záložní obranné postavení (např. v podkrušnohoří na čáru Blšanka–Ohře), případně až k linii toku Vltavy, Berounky a linii opevnění západně od Prahy (tzv. Pražská čára), která u Mělníka navazovala na tzv. Liběchovskou příčku. Naproti tomu jednotky bránící území východních Čech na linii Jizerské Hory – Krkonoše – Orlické Hory měly držet HOP za každou cenu, protože průlom v této oblasti by znamenal průnik nepřítele do týlu celé 1. armády. Teprve v případě průlomu linie na toku Vltavy přicházel v úvahu ústup s ostatními jednotkami 1. armády na další obranné postavení na Českomoravské vrchovině.
V prostoru 1. armády se také nacházely některé jednotky ze zálohy Hlavního velitelství, které mohly být podle uvážení hlavního velitele, armádního generála Ludvíka Krejčího, použity k podpoře obrany na klíčových směrech. Jednalo se například o 4. divizi, soustředěnou v oblasti Hradce Králové, 13. divizi v oblasti Pelhřimov–Humpolec a 1. rychlou divizi soustředěnou u Pacova. U dvou naposled jmenovaných však bylo možné, že jako prioritnější by bylo vyhodnoceno jejich nasazení k podpoře obrany jižních Čech.

## Podřízené jednotky

### Vyšší jednotky
- I. sbor
- Hraniční pásmo XI
- II. sbor
- Hraniční pásmo XII
- 18. divize[1]

### Ostatní jednotky
- dělostřelecký pluk 55
- dělostřelecký oddíl I/301
- dělostřelecký oddíl I/303
- oddíl hrubých minometů I
- dělostřelecký zpravodajský oddíl 4
- ženijní rota 65, 66, 67, 68, 69, 71, 72
- telegrafní prapor 71
- telegrafní rota 101, 102, 103, 104
- stavební telegrafní rota 96

### Letectvo I. armády
Velitelství I. armády podléhaly i jednotky letectva, v jejichž čele stál brigádní generál Karel Janoušek.
Jednotky přidělené pozemním formacím
- I. armáda (velitelství):
  - 61. letka (zvědná) - Aero A-100, Avia B-71
  - 66. letka (zvědná) - Aero A-100, Avia B-71
  - 101. letka (kurýrní) - Beneš-Mráz Be-50, Zlín Z-XII[4]
- I. sbor: 3. letka (pozorovací) - Letov Š-328
- HP XI: 12. letka (pozorovací) - Letov Š-328
- HP XII: 1. letka (pozorovací) - Letov Š-328
- HO 32: 4. letka (pozorovací) - Letov Š-328
- HO 33: 6. letka (pozorovací) - Letov Š-328
- Skupina 1: 11. letka (pozorovací) - Letov Š-328

Skupina bojového letectva I. armády
- Peruť II/4 (stíhací)
  - 43. letka - Avia B-534
  - 44. letka - Avia B-534
  - 50. letka - Avia B-534
- Peruť III/4 (stíhací)
  - 46. letka - Avia B-534
  - 47. letka - Avia B-534
  - 48. letka - Avia B-534
- Peruť I/6 (lehká bombardovací)
  - 71. letka - Aero Ab-101, Avia B-71
  - 72. letka - Aero Ab-101, Avia B-71

Obvod teritoriální obrany proti letadlům „A“
(formace podřízená letectvu I. armády, ale s hlavním určením k PVO Prahy)
- Peruť I/4
  - 40. letka - Avia B-534
  - 41. letka - Avia B-534
  - 42. letka - Avia B-534